# GZMK
GZMK‏ (Granzyme K) هوَ بروتين يُشَفر بواسطة جين GZMK في الإنسان.